# 永田町 (富士市)
永田町（ながたちょう）は、静岡県富士市の地名。永田町一丁目と二丁目により構成される。住居表示は実施されていない。郵便番号は417-0055。
中部ブロック・伝法地区及び吉原地区に属する。

## 地理
市の南部に位置する。臨港富士線（青葉通り）に沿って富士市役所、富士中央公園など市の主要施設が立ち並んでいる。昭和中期頃までは、水田の中に住宅や工場の点在する地域だったが、1970年（昭和45年）から行われた依田原新田土地区画整理事業により、中心市街地として整備が進められ、現在の姿となった。
北側の瓜島町との境に小潤井川が流れ、西側の蓼原町との境に、中央公園を東西に分ける形で潤井川が流れる。

## 歴史
古くは富士郡永田村であり、元禄郷帳にその名が見える。永田村の範囲は現在の永田町及び永田、永田北町の区域に当る。江戸時代を通して人家は少なく、伝法村の入会地として利用されていた。
- 1889年（明治22年）3月1日 - 町村制施行に伴い、永田村のほか、伝法村、瓜島村、弥生村、弥生新田、香西村、香西新田、蓼原村の一部、荒田島村の一部、依田原村の一部、五味島村の一部を以て伝法村が発足。

- 1941年（昭和16年）4月3日 - 新設合併により生れた新・吉原町の一部となる。

- 1942年（昭和17年）6月14日 - 新設合併により生れた新・吉原町の一部となる。

- 1948年（昭和23年）4月1日 - 吉原町が市制施行、吉原市の一部となる。

- 1955年（昭和30年）2月11日 - 新設合併により生れた新・吉原市の一部となる。

- 1966年（昭和41年）11月1日 - 新設合併により生れた富士市の一部となる[10]。

- 1970年（昭和45年） - 依田原新田土地区画整理事業が開始される。

- 1984年（昭和59年） - 依田原新田土地区画整理事業が終了する。

## 世帯数と人口
2020年（令和2年）10月現在の、世帯数と人口は以下の通りである。
| 町丁         | 世帯数  | 人口  |
| ------------ | ------- | ----- |
| 永田町一丁目 | 160世帯 | 326人 |
| 永田町二丁目 | 170世帯 | 316人 |

## 小・中学校の学区
市立小・中学校に通う場合、学区は以下の通りとなる。
| 町丁   | 町内会                             | 小学校             | 中学校                 |
| ------ | ---------------------------------- | ------------------ | ---------------------- |
| 永田町 | 永田町                             | 富士市立吉原小学校 | 富士市立吉原第一中学校 |
| 永田町 | 瓜島、永田町壱番館、サーパス永田町 | 富士市立伝法小学校 | 富士市立吉原第一中学校 |

## 交通

### 道路
- 国道139号
- 静岡県道353号田子浦港富士インター線

### 路線バス
- 富士急静岡バス

## 施設
- 富士市役所
- 富士市消防本部 中央消防署
- 富士市中央公園
- 静岡銀行富士中央支店
- 静岡県労働金庫富士支店